# Elmo odwiedza strażaków
Elmo odwiedza strażaków (ang. Elmo Visits the Firehouse) – amerykański film familijny z 2002 roku.

## Opis fabuły
Na Ulicy Sezamkowej wybuchł pożar. Po tym wydarzeniu Elmo jest naprawdę przerażony. Pragnie też dowiedzieć się czegoś więcej o trudnej i niebezpiecznej pracy strażaków. Dlatego w towarzystwie Marii udaje się do siedziby straży pożarnej w Nowym Jorku. Strażacy demonstrują, jak bezpiecznie wydostać się z płonącego budynku.

## Obsada
- Kevin Clash – Elmo (głos)
- Sonia Manzano – Maria
- Alan E. Muraoka – Alan
- Bill Walsh – strażak Bill